# Elliot Benchetrit
Elliot Benchetrit (nació el 2 de octubre de 1998) es un jugador de tenis marroquí.
Benchetrit hizo su debut en el cuadro principal de un Grand Slam en el Roland Garros de 2018 después de recibir un wildcard para el cuadro principal de sencillos, perdiendo ante Gaël Monfils en cuatro sets en la primera ronda.